# Aveiro (Brasile)
Aveiro è un comune del Brasile nello Stato del Pará, parte della mesoregione del Sudoeste Paraense e della microregione di Itaituba.